# Шраута
Шраута (санскр. श्रौत, Śrauta IAST) - консервативна ритуалістична традиція ведичної релігії в індуїзмі, заснована на священних писаннях шруті. Практикується до сьогодні в деяких місцях в Індії і є малочисельною течією в сучасному індуїзмі, в західній літературі іноді називають "брахманізм" Термін «шраута» являє собою вріддхі від «шруті», також як смарта - від смріті. 

## Класифікація
Сучасними традиціями шраута є: 
- Ріг-веда - Ашвалаяна і Шанкхаяна (Каушітакі)
- Сама-веда - Джайміні, Каутхума, Ранаянія
- Крішна Яджур-веда - Баудхаяна, Вадхула, Манаві, Бхарадваджа, Апастамбха, Хіраньякешін і Вайкханаса
- Шукла Яджур-веда - Катьяяна
- Атхарва-веда - Каушик і Пайппалада

## Практики
Традиція шраута заснована на Веда х і надає велике значення ритуальним практикам, які в основному складаються з ягій. Ягій діляться на дві категорії: 
1. Нітья-карма
2. Камья-карма

Нітья-карма - це ті ягій, які повинні проводитися щодня або в особливих випадках. Камья-карма це такий вид ягій, які відбуваються з певною метою - викликання дощу, примноження поголів'я великої рогатої худоби, набуття високого становища в суспільстві або народження сина (яджна путракамешті). 

### Ягій
У Веда х описуються 400 різних видів ягій.
Однією з підкатегорій цих ягій виступають Панча-махаяджни (П'ять великих ягій, дивіться «Тайттірія-араньяках» 2.10), а саме: 
- Діва-яджна - полягає у пропозиції ахутідів
- Пітрі-яджна (Pitṛyajña IAST) - полягає у пропозиції підношень душам померлих предків
- Бхут-яджна (Bhūtayajña IAST) - полягає у пропозиції балі або їжі певним духам
- Мануш-яджна (Manuṣyayajña IAST) - полягає у тому, щоб нагодувати гостей
- Брахма-яджна (Brahmayajña IAST) - полягає у щоденному повторенні Вед

## Пантеон
Пантеон традиції шраута складається з різних богів і богинь, яких називають девами. Вони представляють різні сили природи і обожнені соціальні поняття. Наприклад одним з аспектів деви вогню Агні є полум'я. У більш недавньому, своєрідному тлумаченні, полум'я уособлює психологічну силу, силу волі пов'язану з Агні, який виступає як бог волі.
Так як шраута зосереджена на вчиненні ведичних ритуалів, її пантеон в основному складається з богів Ріг-веди і відрізняється від звичайного пуранічного індуїзму. Найважливішими богами є Агні, Індра,  Сома, Вішвадеви, Ашвіни, Ушас, Сур'я, Савітр, Парджанйа, Рудра і Сарасваті.

## Усна традиція
Слово шраута походить від слова шруті, яке означає «почуте». Знання у традиції шраута передавалося усно від вчителя (гуру) до учня (шішья). Ведичні вчені почали використовувати манускрипти для передачі знання Вед тільки в Середні століття, а друковану літературу після приходу західній філології до Британської Індії. Письмова передача знання була завжди другорядною - головна роль приділялася заучування текстів напам'ять.

## Способи повторення та співу Вед
В усній традиції Вед існують кілька способів повторення та співу, навчання яким починається з самхита-Патхі. У цьому випадку, Патх виступає як один із способів повторення. До інших методів відносяться: «пада», «Крама», «джати», «мала», «шікха», «Рекха», «дхванджа», «Данда», «ратха», «Гхані» та ін . 
Деяких декламаторів Вед називають «гханапатхіни» - вони навчилися мистецтву повторення тексту до високого рівня, званого «Гхані». «Патхін» означає «той, хто освоїв Патх». Гханапатхіни використовують різні методи повторення мантр. Різні методи також використовуються в інших способах повторення, таких як Крама, джати, шікха, мала і ін Основною метою в цих методах є суворе дотримання правил вимови - вимова кожного складу мантри має бути бездоганно.

## Сучасне становище традиції шраута
На сьогоднішній день, традиція шраута найбільше розвинена в Південній Індії. Групи, що належать до неї, присутні в штатах Таміл-Наду, Керала, Карнатака і Андхра-Прадеш, а також місцями в Махараштра, Уттар-Прадеш і в деяких інших штатах. Найвідомішою з цих груп є брахмани намбудірі з Керали, чиї традиції були вивчені і документовані Фріцем Шталем. У сучасному індуїзмі, традиція смарти набагато більш широко поширена, ніж шраута. Дотримання однієї традиції не виключає можливість практикувати іншу - багато смарти продовжують проводити ведичні ритуали і ягій. 
На дому прийнято проводити аупасану. Особливе значення у традиції шраута надається агніхотрі (того, хто проводить обряд агніхотри називають агніхотрі), жертвоприносинам на молодик і повний місяць, а також деяким складнішим ритуалам.